# Dengaku
El dengaku (田楽, literalment «música del camp d'arròs») és un art japonès rústic que combina música i dansa.
Tenia lloc durant la plantada d'arròs per part dels camperols.
A prop de la música xintoista, amb el sarugaku, seria a l’origen del teatre Noh. De vegades hi trobem els personatges de Hyottoko i Ama-no-Uzume.